# Belgische kampioenschappen atletiek 1996
In 1996 werden de Belgische kampioenschappen atletiek Alle Categorieën gehouden op 10 en 11 augustus in Oordegem – Lede.
De nationale kampioenschappen 10.000 m voor mannen en vrouwen werden in het voorjaar op 20 april verwerkt in Sint-Niklaas.

## Uitslagen

### 100 m
| rang   | atleet          | prestatie (0,2 m/s) |
| ------ | --------------- | ------------------- |
| Goud   | Erik Wijmeersch | 10,32 s             |
| Zilver | Gaetan Bernard  | 10,55 s             |
| Brons  | Andrew Reets    | 10,67 s             |

| rang   | atlete           | prestatie (1,1 m/s) |
| ------ | ---------------- | ------------------- |
| Goud   | Kim Gevaert      | 11,71 s             |
| Zilver | Sandrine Hennart | 11,91 s             |
| Brons  | Valérie Denis    | 11,98 s             |

### 200 m
| rang   | atleet          | prestatie (2,1 m/s) |
| ------ | --------------- | ------------------- |
| Goud   | Patrick Stevens | 20,40 s             |
| Zilver | Erik Wijmeersch | 20,51 s             |
| Brons  | Gaetan Bernard  | 20,99 s             |

| rang   | atlete            | prestatie (0,4 m/s) |
| ------ | ----------------- | ------------------- |
| Goud   | Kim Gevaert       | 23,79 s             |
| Zilver | Elke Bogemans     | 24,31 s             |
| Brons  | Katleen De Caluwé | 24,47 s             |

### 400 m
| rang   | atleet           | prestatie |
| ------ | ---------------- | --------- |
| Goud   | Frédéric Masson  | 47,09 s   |
| Zilver | Olivier Melchior | 47,10 s   |
| Brons  | Marc Dollendorf  | 47,83 s   |

| rang   | atlete               | prestatie |
| ------ | -------------------- | --------- |
| Goud   | Bieke Masselis       | 55,61 s   |
| Zilver | Sylvie-Anne Elsoucht | 56,54 s   |
| Brons  | Sylvie Goessens      | 57,38 s   |

### 800 m
| rang   | atleet           | prestatie |
| ------ | ---------------- | --------- |
| Goud   | Nathan Kahan     | 1.49,88   |
| Zilver | Patrick Grammens | 1.50,04   |
| Brons  | Bart De Loof     | 1.50,15   |

| rang   | atlete           | prestatie |
| ------ | ---------------- | --------- |
| Goud   | Anneke Matthys   | 2.03,86   |
| Zilver | Katrien Maenhout | 2.05,60   |
| Brons  | Sandra Stals     | 2.10,01   |

### 1500 m
| rang   | atleet            | prestatie |
| ------ | ----------------- | --------- |
| Goud   | Christophe Impens | 3.47,57   |
| Zilver | Luc Bernaert      | 3.47,62   |
| Brons  | Kris Sabbe        | 3.50,67   |

| rang   | atlete            | prestatie |
| ------ | ----------------- | --------- |
| Goud   | Anja Smolders     | 4.21,62   |
| Zilver | Veerle Dejaeghere | 4.22,32   |
| Brons  | Mounia Aboulahcen | 4.28,98   |

### 5000 m
| rang   | atleet           | prestatie |
| ------ | ---------------- | --------- |
| Goud   | Gino Van Geyte   | 13.53,89  |
| Zilver | Mohammed Mourhit | 13.53,98  |
| Brons  | Koen Van Rie     | 13.59,68  |

| rang   | atlete             | prestatie |
| ------ | ------------------ | --------- |
| Goud   | Marleen Renders    | 15.46,92  |
| Zilver | Patricia Van Damme | 16.28,38  |
| Brons  | Anja Peeters       | 16.42,39  |

### 10.000 m[1]
| rang   | atleet          | prestatie |
| ------ | --------------- | --------- |
| Goud   | Peter De Vocht  | 29.33,01  |
| Zilver | Didier Deridder | 29.48,55  |
| Brons  | Hans Ulin       | 30.11,25  |

| rang   | atlete             | prestatie |
| ------ | ------------------ | --------- |
| Goud   | Isabelle Collier   | 36.24,67  |
| Zilver | Katja Merlin       | 36.31,47  |
| Brons  | Patricia Van Damme | 36.40,98  |

### 110 m horden/100 m horden
| rang   | atleet           | prestatie (1,5 m/s) |
| ------ | ---------------- | ------------------- |
| Goud   | Sven Pieters     | 13,41 s             |
| Zilver | Jonathan N'Senga | 13,56 s             |
| Brons  | Hubert Grossard  | 13,57 s             |

| rang   | atlete              | prestatie (1,3 m/s) |
| ------ | ------------------- | ------------------- |
| Goud   | Ann Mercken         | 13,56 s             |
| Zilver | Carine Boux         | 13,61 s             |
| Brons  | Annelies De Meester | 13,88 s             |

### 400 m horden
| rang   | atleet            | prestatie |
| ------ | ----------------- | --------- |
| Goud   | Jean-Paul Bruwier | 49,94 s   |
| Zilver | Kjell Provost     | 50,48 s   |
| Brons  | Filip Faems       | 51,61 s   |

| rang   | atlete          | prestatie |
| ------ | --------------- | --------- |
| Goud   | Ann Mercken     | 57,71 s   |
| Zilver | Melanie Moreels | 59,16 s   |
| Brons  | Joke Mortier    | 60,46 s   |

### 3000 m steeple
| rang   | atleet          | prestatie |
| ------ | --------------- | --------- |
| Goud   | Maarten Vergote | 8.48,26   |
| Zilver | Olivier Fumiere | 8.49,05   |
| Brons  | Raf Peeters     | 8.54,82   |

### Verspringen
| rang   | atleet          | prestatie |
| ------ | --------------- | --------- |
| Goud   | Hugues Branle   | 7,42 m    |
| Zilver | Rudi Vanlancker | 7,42 m    |
| Brons  | Serge De Smedt  | 7,25 m    |

| rang   | atlete              | prestatie |
| ------ | ------------------- | --------- |
| Goud   | Sandrine Hennart    | 6,30 m    |
| Zilver | Annelies De Meester | 6,19 m    |
| Brons  | Élodie Ouédraogo    | 5,96 m    |

### Hink-stap-springen
| rang   | atleet          | prestatie |
| ------ | --------------- | --------- |
| Goud   | Djeke Mambo     | 16,04 m   |
| Zilver | Mohamed Lazaar  | 15,16 m   |
| Brons  | Kedjeloba Mambo | 15,12 m   |

| rang   | atlete         | prestatie |
| ------ | -------------- | --------- |
| Goud   | Sandra Swennen | 12,35 m   |
| Zilver | Nancy Polmans  | 11,74 m   |
| Brons  | Liesbeth Feys  | 11,69 m   |

### Hoogspringen
| rang   | atleet          | prestatie |
| ------ | --------------- | --------- |
| Goud   | Livio Baggio    | 2,09 m    |
| Zilver | Robert Kuster   | 2,06 m    |
| Brons  | Carl Van Roeyen | 2,00 m    |

| rang   | atlete            | prestatie |
| ------ | ----------------- | --------- |
| Goud   | Sabrina De Leeuw  | 1,80 m    |
| Zilver | Tia Hellebaut     | 1,78 m    |
| Brons  | Liesbeth Meulders | 1,70 m    |

### Polsstokhoogspringen
| rang   | atleet         | prestatie |
| ------ | -------------- | --------- |
| Goud   | Peter Moreels  | 5,20 m    |
| Zilver | Alan De Naeyer | 5,10 m    |
| Brons  | Wim Piers      | 4,80 m    |

| rang   | atlete               | prestatie |
| ------ | -------------------- | --------- |
| Goud   | Sophie Zubiolo       | 3,70 m    |
| Zilver | Caroline Goetghebuer | 3,55 m    |
| Brons  | Karen Pollefeyt      | 3,25 m    |

### Kogelstoten
| rang   | atleet         | prestatie |
| ------ | -------------- | --------- |
| Goud   | Wim Blondeel   | 16,72 m   |
| Zilver | Kurt Boffel    | 16,39 m   |
| Brons  | Stephan Ulrich | 15,70 m   |

| rang   | atlete              | prestatie |
| ------ | ------------------- | --------- |
| Goud   | Greet Meulemeester  | 15,61 m   |
| Zilver | Veerle Blondeel     | 15,46 m   |
| Brons  | Marie-Paule Geldhof | 14,25 m   |

### Discuswerpen
| rang   | atleet         | prestatie |
| ------ | -------------- | --------- |
| Goud   | Jo Van Daele   | 55,92 m   |
| Zilver | Wim Blondeel   | 52,62 m   |
| Brons  | Filip Peetrain | 52,38 m   |

| rang   | atlete              | prestatie |
| ------ | ------------------- | --------- |
| Goud   | Veerle Blondeel     | 54,74 m   |
| Zilver | Marie-Paule Geldhof | 52,38 m   |
| Brons  | Isabelle Hautfenne  | 46,56 m   |

### Speerwerpen
| rang   | atleet              | prestatie |
| ------ | ------------------- | --------- |
| Goud   | Marc Van Mensel     | 71,62 m   |
| Zilver | Johan Kloeck        | 70,08 m   |
| Brons  | Jean-Paul Schlatter | 66,02 m   |

| rang   | atlete             | prestatie |
| ------ | ------------------ | --------- |
| Goud   | Cindy Stas         | 44,46 m   |
| Zilver | Ilona Buyl         | 43,18 m   |
| Brons  | Isabelle Vermeiren | 41,82 m   |

### Hamerslingeren
| rang   | atleet              | prestatie |
| ------ | ------------------- | --------- |
| Goud   | Alex Malachenko     | 64,40 m   |
| Zilver | Walter De Wyngaert  | 61,82 m   |
| Brons  | Reginald Verschuere | 60,88 m   |

| rang   | atlete             | prestatie |
| ------ | ------------------ | --------- |
| Goud   | Laurence Reckelbus | 49,86 m   |
| Zilver | Jennifer Petit     | 48,34 m   |
| Brons  | Natacha Doumbadze  | 47,64 m   |

1889 · 
1890 · 
1891 · 
1892 · 
1893 · 
1894 · 
1895 · 
1896 · 
1897 · 
1898 · 
1899 · 
1900 · 
1901 · 
1902 · 
1903 · 
1904 · 
1905 · 
1906 ·
1907 ·
1908 · 
1909 · 
1910 · 
1911 · 
1912 · 
1913 · 
1914 · 
1919 · 
1920 · 
1921 · 
1922 · 
1923 · 
1924 · 
1925 · 
1926 · 
1927 · 
1928 · 
1929 · 
1930 · 
1931 · 
1932 · 
1933 · 
1934 · 
1935 · 
1936 · 
1937 · 
1938 · 
1939 · 
1940 · 
1941 · 
1942 · 
1943 · 
1944 · 
1945 · 
1946 · 
1947 · 
1948 · 
1949 · 
1950 · 
1951 · 
1952 · 
1953 · 
1954 · 
1955 · 
1956 · 
1957 · 
1958 · 
1959 · 
1960 · 
1961 · 
1962 · 
1963 · 
1964 · 
1965 · 
1966 · 
1967 · 
1968 · 
1969 · 
1970 · 
1971 · 
1972 · 
1973 · 
1974 · 
1975 · 
1976 · 
1977 · 
1978 · 
1979 · 
1980 · 
1981 · 
1982 · 
1983 · 
1984 · 
1985 · 
1986 · 
1987 · 
1988 · 
1989 · 
1990 · 
1991 · 
1992 · 
1993 · 
1994 ·
1995 · 
1996 · 
1997 · 
1998 · 
1999 · 
2000 · 
2001 · 
2002 · 
2003 · 
2004 · 
2005 · 
2006 · 
2007 · 
2008 · 
2009 · 
2010 · 
2011 · 
2012 · 
2013 · 
2014 · 
2015 · 
2016 · 
2017 · 
2018 · 
2019 · 
2020 · 
2021 · 
2022 · 
2023 · 
2024